# 多田鉄之助
多田 鉄之助（ただ てつのすけ、1896年8月15日 - 1984年1月22日）は、日本の食味評論家。

## 生涯
東京市根岸出身。1922年、慶應義塾大学部理財科を卒業。「時事新報」記者、牧場観光会社長などを経て、1933年に多田食味研究所を設立、月刊誌『食味評論』を主宰した。テレビの料理教室の草分けで、多くの料理学校の運営にも参加した。百歳までは現役と「百現会」を旗揚げした。1984年1月22日死去。87歳。

## 著書
- 『食味漫談』食味研究所、1941年。
- 『食味の真髄』万里閣、1951年。
- 『うまいもの』現代思潮社 1954
- 『蕎麦漫筆』現代思潮社 1954
- 『全国うまいもの』食味評論社 1956
- 『たべもの 味の百科』ダヴィッド社 1957
- 『媚味善哉 食味読本』北辰堂 1957
- 『食味』東都書房 1958
- 『郷土料理』東都書房 1959　のち旺文社文庫
- 『味の博物誌』普通社 1962
- 『スタミナ百科 媚味・艶食 その選び方と用い方』普通社 1963
- 『味覚の名所案内』サンケイ新聞出版局 ヒット・ブックス 1963
- 『くいしんぼ郷土の味めぐり お国自慢・全国のうまいものガイド』観光展望社 1968
- 『郷土料理案内』社会思想社 現代教養文庫 1970
- 『こめ料理全科』家の光協会 1970
- 『たべもの日本史 万葉の味からラーメンまで』新人物往来社 1972
- 『続・たべもの日本史 主食からスタミナ料理まで』新人物往来社 1973
- 『野菜くだもの歳時記』東京書房社 1974
- 『妙薬・梅の効用115』講談社 オレンジバックス 1975
- 『味の日本史』新人物往来社 1976
- 『味の博物誌』新人物往来社 1977
- 『食通ものしり読本』新人物往来社 1977　のち旺文社文庫
- 『食通の日本史』新人物往来社 1978　のち徳間文庫
- 『スタミナ料理百科』新人物往来社 1978　のち徳間文庫
- 『蕎麦』東京書房社 日本の味名著選集 1978
- 『そば通ものしり読本』新人物往来社 1978　のち旺文社文庫

### 共著編
- 『慶応義塾入学案内 付・最近八年間試験問題及模範解答(大学各科及高等部)』編 丸善 1926
- 『雑炊』多田和枝共著 佼成出版社 1975
- 『日本の食文化大系 16 とうふ通』編著 東京書房社 1982